# Alfons Heimes

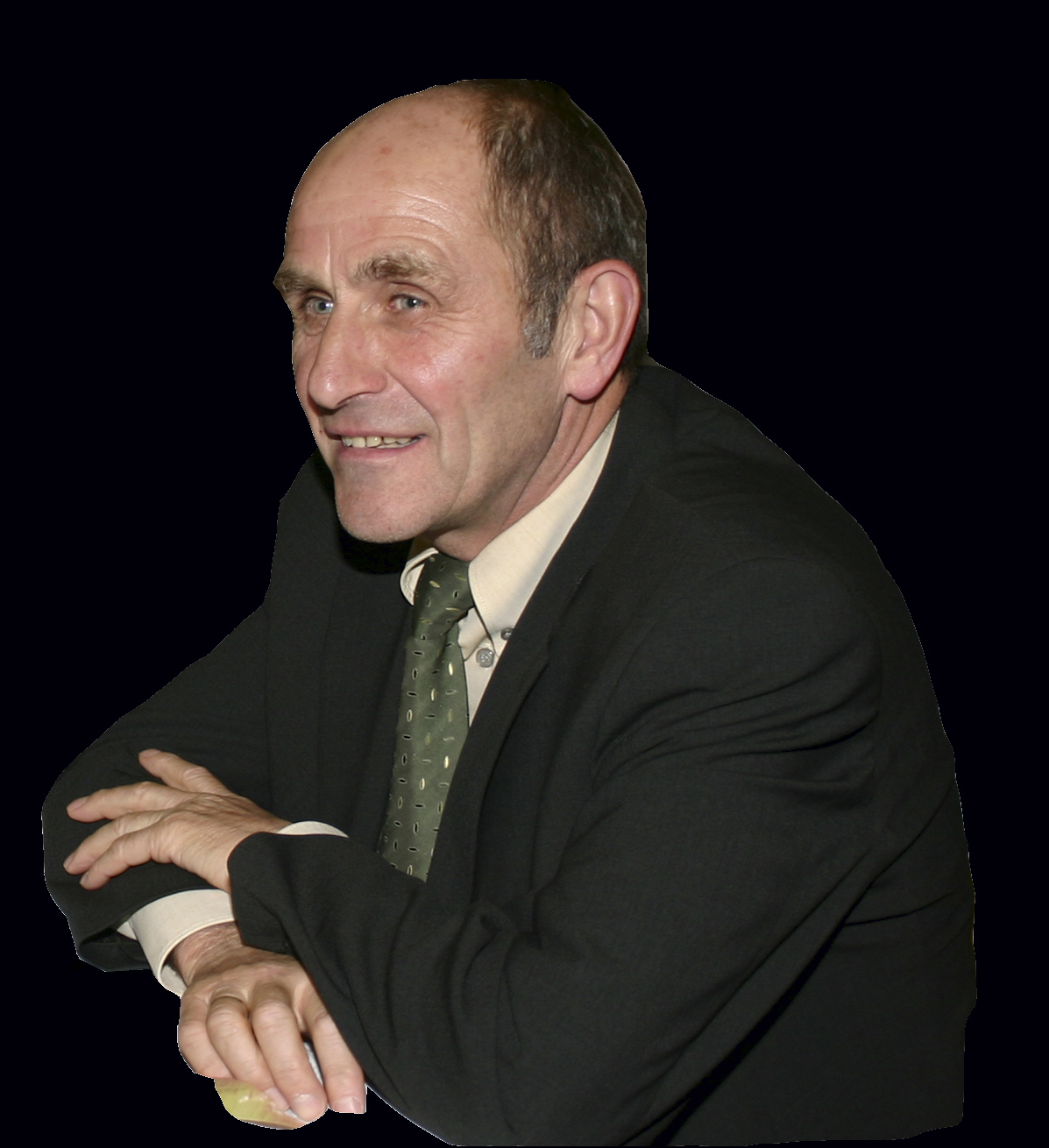
Alfons Heimes, 2005

Alfons Heimes (* 1946 in Saalhausen) ist ein deutscher Politiker (CDU). Von 1997 bis 2009 war er Bürgermeister der sauerländischen Stadt Lennestadt.

## Leben
Alfons Heimes ist Vermessungsingenieur und hat als Bauleiter gearbeitet. Seit 1975 war er Mitglied des Stadtrates der Stadt Lennestadt, in dem er seit 1987 Vorsitzender der CDU-Fraktion war. Ab 1997 war er hauptamtlicher Bürgermeister  und trat damit sowohl die Nachfolge des letzten Stadtdirektors von Lennestadt, Franz-Josef Kaufmann, der acht Jahre lang Verwaltungschef Lennestadts war, als auch des letzten ehrenamtlichen Bürgermeisters der Stadt Lennestadt, Hubert Nies (CDU), an. 1997 wurde in Lennestadt die Doppelspitze aus nebenamtlichem Bürgermeister als Vorsitzender des Rates und eines hauptamtlichen Gemeinde- oder Stadtdirektors als Verwaltungschef abgeschafft.
Bei der Kommunalwahl am 26. September 2004 wurde Alfons Heimes mit 79,9 Prozent der Stimmen im ersten Wahlgang wiedergewählt. Bei der Kommunalwahl am 30. August 2009 trat er nicht mehr an. Heimes’ Nachfolger im Bürgermeisteramt wurde Stefan Hundt (CDU).
Alfons Heimes ist stellvertretender Vorsitzender des St.-Elisabeth-Hospizes Lennestadt. Er ist Vorstandsmitglied des Caritas des Kreises Olpe sowie Mitglied im Beirat Baudenkmäler Meggen, einem Bürgerverein, der sich für den Erhalt des Bergbaudenkmals Siciliaschacht im Lennestädter Ortsteil Meggen einsetzt.